# Kastriot Dervishi
Kastriot Dervishi (ur. 6 lutego 1972 w Elbasanie) – albański historyk i archiwista.

## Życiorys
W roku 2003 ukończył studia z zakresu historii i geografii na uniwersytecie w Elbasanie. W latach 2006-2007 kierował Departamentem Dziedzictwa Kulturowego w ministerstwie turystyki, kultury i młodzieży. W 2007 przeszedł do Ministerstwa Spraw Wewnętrznych, gdzie objął kierownictwo sekcji archiwalnej. W latach 2011-2014 objął stanowisko dyrektora zasobów archiwalnych MSW. Od 2018 jest członkiem rady naukowej Instytutu Studiów nad Zbrodniami Komunizmu w Tiranie, jest także członkiem grupy zajmującej się poszukiwaniem ciał ofiar komunizmu.
Dorobek naukowy Dervishiego obejmuje 21 książek i ponad 100 artykułów naukowych. Szczególnie wartościowe w dorobku badacza są zbiory źródeł, dokumentujących zbrodnie okresu komunistycznego, a także rozwój agentury Służby Bezpieczeństwa Sigurimi.

## Publikacje
- 2006: Historia e shtetit shqiptar: 1912-2005: organizimi shtetëror, jeta politike, ngjarjet kryesore, të gjithë ligjvënësit, ministrat dhe kryetarët e shtetit shqiptar në historinë 93-vjeçare të tij
- 2007: Shërbimi sekret shqiptar: 1922-1944: historia nga fillimi deri në mbarim të Luftës së Dytë Botërore
- 2009: Plumba politikës: historitë e përgjakjes së politikanëve shqiptarë
- 2009: E vërteta e fshehur e një procesi: gjyqi i Koçi Xoxes, lidhjet e tij me Enver Hoxhën
- 2011: Kadri Hazbiu, krimet dhe vrasja e tij: dëshmi, fakte, pleniumet e PPSH-së, hetuesia dhe procesi gjyqësor
- 2012: Kryeministrat dhe ministrat e shtetit shqiptar në 100 vjet: anëtarët e Këshillit të Ministrave në vitet 1912-2012, jetëshkrimet e tyre dhe veprimtaria e ekzekutivit shqiptar
- 2012: Sigurimi i shtetit 1944-1991: historia e policisë politike të regjimit komunist
- 2015: Burgjet dhe kampet e Shqipërisë komuniste
- 2015: Vrasjet në kufi në vitin 1990: përmbledhje dokumentash
- 2016: 1935: kryengritja e Fierit, një grusht sheti i dështuar
- 2017: E vërteta e "komplotit çam": në vitin 1960
- 2018: Histori të retushuar të komunizmit: album narrativ
- 2022: Historia e vërtetë e Partisë së Punës së Shqipërisë
- 2023: Koalicioni demokratik, opozita e parë shqiptare e pasluftës
- 2024: Ngjarje të viteve 1990-1991